# Blemus discus
Blemus discus — вид жуків-турунів з підродини трехін. Відомі два підвиди: номінативний підвид — B. d. discus (син.: Trechus mariae Hummel, 1823, Carabus unifasciatus Panzer, 1796), який поширений в Європі (в Австрії, Білорусі, Бельгії, Болгарії, Великій Британії, Угорщині, Німеччині, Данії, Ірландії, Італії, Латвії, Литві, Ліхтенштейні, Молдові, Нідерландах, Норвегії, Польщі, Румунії, Словаччини, Словенії, Україні, Фінляндії, Франції,  Чехії, Швейцарії, Швеції, Естонії), Росії, Японії та Південній Кореї, і підвид B. d. orientalis — в Китаї в провінції Юньнань. Номінативний підвид інтродукований до Північної Америки на південний схід Канади і на крайній північний схід США, де зустрічається в штатах Мен, Нью-Гемпшир, Вермонт та Нью-Йорк.
Довжина тіла дорослих комах 4,5-5,5 мм. Голова темно-коричнева або чорнувата. Переднєспинка або пронотум і основна половина надкрил червонувато-коричнева, дистальна половина надкрил жовтувато-коричнева. На надкрилах є темна пляма, розташована за серединою надкрил. Ноги жовтуваті.
Жуки живуть в ґрунті на берегах річок і в інших вологих біотопах, в місцях з глинистим та суглинистим ґрунтом. У нічний час доби жуки можуть прилітати на штучне світло.